# Batsheva Dance Company
La Batsheva Dance Company (Ebraico: להקת בת שבע) è una rinomata compagnia di danza con sede a Tel Aviv, in Israele. Fu fondata da Martha Graham e dalla Baronessa Batsheva de Rothschild nel 1964.

## Introduzione
L'inizio della compagnia Batsheva fu segnato dal crescente interesse di Israele per la danza moderna americana, principalmente Martha Graham e Anna Sokolow; all'epoca venivano proposte lezioni nella tecnica Graham. Alcune di queste lezioni venivano tenute da Rina Schenfeld e Rena Gluck, che furono le principali ballerine della compagnia per molti anni. Bethsabee de Rothschild ritirò il proprio capitale nel 1975 e la compagnia iniziò a perdere gradualmente la qualità estetica Graham che aveva dominato durante i suoi primi anni. Fu durante questo periodo di transizione che la compagnia iniziò ad inserire le opere dei coreografi israeliani emergenti nel proprio repertorio.
Poco dopo la nomina di Ohad Naharin come direttore artistico nel 1990, egli fondò la compagnia giovanile, Batsheva Ensemble, per ballerini di età compresa tra i 18 ei 24 anni. Tra i suoi diplomati figurano i coreografi Hofesh Shechter e Itzik Galili. Il gruppo girò il Regno Unito e si esibì all'Edinburgh International Festival nel 2012.
Naharin sviluppò anche un linguaggio del movimento noto come Gaga (vocabolario di danza). Questo è diventato il linguaggio del movimento con il quale la Batsheva Dance Company si allena sotto il programma Gaga/Dancers, che è orientato verso ballerini professionisti e in particolare i ballerini della Batsheva. C'è anche un programma chiamato Gaga/People, orientato verso chiunque e non richiede esperienza di danza. Questo linguaggio del movimento è stato così influente nel mondo della danza moderna che, nel 2015, fu creato da Tomer Heymann un documentario intitolato Mr. Gaga. Questo documentario esplora i modi in cui Gaga, come linguaggio del movimento, ha plasmato sia la Compagnia di danza Batsheva che la danza moderna nel suo insieme e l'influenza che Naharin e il suo movimento hanno avuto sul mondo della danza.

### Primi anni (1964-1974)
La baronessa Bethsabee de Rothschild, patrona di Martha Graham, voleva creare una fondazione per la danza moderna in Israele, dove risiedeva. Così portò Martha Graham in Israele perché aiutasse lì nello sviluppo delle arti dello spettacolo. Il 24 dicembre 1964 la società fu fondata ufficialmente. Graham rimase attiva come consulente artistica negli anni formativi della compagnia, con il sostegno finanziario della baronessa. I ballerini si allenavano con la tecnica Graham e furono i primi al di fuori della compagnia Graham ad interpretare il suo lavoro. Martha Graham ha portato sette pezzi alla compagnia, oltre a coreografare un pezzo esclusivamente per quest'ultima. Molti critici, tuttavia, affermarono che l'esecuzione di queste opere della Graham da parte dei ballerini della Batsheva aveva un'energia e una qualità molto diversa rispetto ai ballerini Graham in America. La cultura israeliana aveva permesso una diversa incarnazione della coreografia e molti reagirono bene ad essa, anche se alcuni critici menzionrono la "tecnica difettosa". Ma questo portò nuova energia e la giovinezza dei ballerini della Batsheva superò la loro mancanza di una tecnica adeguata e le donne della compagnia furono le prime ad avere l'opportunità di interpretare ruoli che la Graham aveva creato per se stessa; questo non andò molto bene con i ballerini americani di Graham. Ciò creò un bel momento e una competizione tra i ballerini di Graham di New York e i ballerini di Batsheva a Israele.
L'espressione attraverso il movimento era qualcosa che la Graham cercava nelle audizioni, piuttosto che le capacità tecniche, che portavano a una serie di agevolazioni, eccetto a una capacità coerente di essere espressivi. Un altro principio fondamentale implementato dalla Graham sui ballerini della Batsheva, che era diverso dal balletto tradizionale, fu l'opportunità di collaborazione tra coreografo e ballerino e l'opportunità di improvvisazione all'interno del materiale fissato. Questi fondamentali rimangono ancora presenti nelle attuali opere della Batsheva. Grazie alla stretta relazione della compagnia con Martha Graham, molti altri coreografi famosi iniziarono a lavorare con la Batsheva, come Jose Limon, Glen Tetley, Jerome Robbins e altri.
Nel 1974 la Baronessa di Rothschild nominò Jeannette Ordman come direttore artistico. La compagnia, tuttavia, non era soddisfatta della sua decisione. Secondo i membri dell'azienda, lo stile di leadership di Ordman era problematico ed espressero le loro lamentele alla Graham e la Rothschild ritirò il sostegno finanziario dalla compagnia. Successivamente interruppe il rapporto della compagnia con la Graham, che a sua volta fece presente che non erano in grado di continuare a svolgere il suo lavoro. La Rothschild mise il suo sostegno finanziario in una nuova compagnia di danza moderna, la Bat-Dor Dance Company, con la Ordman come direttore artistico.

### 1975-1990
Senza il supporto finanziario della Rothschild, la compagnia non poteva più permettersi di esternalizzare a coreografi stranieri. Iniziò così un'era di registi e coreografi artistici israeliani. Secondo molti critici, la compagnia mantenne la propria forza tecnica ed esecutiva, ma mancava di qualsiasi innovazione coreografica.

### 1990-2018
Nel 1990 Ohad Naharin fu nominato direttore artistico della compagnia. Una delle prime cose che Naharin fece come regista fu di chiedere una paga più alta per i ballerini e rendere i loro giorni lavorativi molto più lunghi. Naharin aveva studiato con la Graham a New York e in precedenza aveva già presentato lavori coreografici a New York e anche a Tel Aviv. In questo nuovo decennio della Batsheva, Naharin creò un pubblico più giovane, introducendo nuovi coreografi provenienti da tutto il mondo, ma anche da Israele. Insieme alla coreografia aggiornata, Naharin sviluppò il suo linguaggio del movimento, "Gaga". Questo nuovo movimento esplose e divenne famoso in tutto il mondo, facendo della Batsheva la compagnia leader dello stile «Gaga» e famosa a livello internazionale.